# ستيفن وايت (كاتب أمريكي)
ستيفن وايت (بالإنجليزية: Stephen White)‏ هو كاتب للأطفال وكاتب وكاتب سيناريو أمريكي، ولد في 3 سبتمبر 1952 في أتلانتا في الولايات المتحدة.

## وصلات خارجية
- ستيفن وايت على موقع IMDb (الإنجليزية)
- ستيفن وايت على موقع قاعدة بيانات الفيلم (الإنجليزية)